# Resera
Resera è una frazione del comune di Tarzo, in provincia di Treviso.

## Geografia fisica
Il borgo sorge presso il confine nordorientale del comune, subito a nord di Arfanta. Si affaccia sulla Vallata, trovandosi sul ciglio della cosiddetta Costa di Zuel.

## Origini del nome
Il toponimo potrebbe derivare dal latino larix "larice".

## Monumenti e luoghi d'interesse

### Chiesa di Sant'Andrea
Altrimenti detta di San Rocco, vi si trovano affreschi risalenti al XIII secolo e altri preziosi dipinti. Ogni anno, in onore del patrono San Rocco (il 16 agosto) la comunità si riunisce nella piazzetta principale per celebrare la consueta festa del paese.

### Chiesa della Madonna della Salute
Situata nella vicina Reseretta, è collocata sul crocevia di alcuni antichi sentieri.